# Auksutė
Auksutė ist ein litauischer weiblicher Vorname, abgeleitet von Auksė (auksas, dt. Golden).

## Namensträgerinnen
- Auksutė Ramanauskaitė-Skokauskienė (* 1948),  Politikerin, Mitglied des Seimas